# Voshon Lenard
Voshon Kelan Lenard (ur. 14 maja 1973 w Detroit) – amerykański koszykarz, obrońca, zwycięzca konkursu rzutów za 3 punkty NBA.
W 1995 roku został wybrany w drafcie do ligi CBA z numerem 19 przez zespół Oklahoma City Cavalry.

## Osiągnięcia
NCAA
- MVP turnieju National Invitation (1993)[3]
- Zaliczony do składu All-Big Ten Second Team (1993)[3]

NBA
- Zwycięzca konkursu rzutów za 3 punkty organizowanego podczas NBA All-Star Weekend (2004)[1]
- Zawodnik tygodnia NBA (30.11.2003)[3]
- 2-krotny uczestnik konkursu rzutów za 3 punkty organizowanego podczas NBA All-Star Weekend (2004, 2005)[4]
- Lider play-off w skuteczności rzutów za 3 punkty (1999)[5]